# 愛のかけ違い
「愛のかけ違い」（原題：Bewitched, Bothered and Bewildered ）は、『バフィー 〜恋する十字架〜』の第2シーズン第16話。
コーディリアとザンダーが公認のカップルになる物語である。

## ストーリー
コーディリアはハーモニーたちからザンダーとの関係のことでいじめられる。友人を失いたくない彼女はザンダーと別れることを決意する。事情が飲み込めないザンダーはエイミーを脅し、コーディリアに対し恋の呪文をかけさせるが、肝心のコーディリアには効かず、彼女以外の女性にこの魔法がかかってしまう。ウィローに自宅に押しかけられ、バフィーとエイミーがザンダーをめぐって殴り合いの喧嘩をする中、ザンダーはコーディリアが仲間だったハーモニーたちに殴られているのを目撃、彼女をバフィーの自宅にかくまう。しかしザンダーはバフィーの母親にせまられ、バフィーの部屋に逃げるが、部屋の窓の外にはアンジェラスとドゥルーシラが待ち伏せていた。ついにドゥルーシラにまで惚れられてしまったザンダーは、コーディリアに真相を話す。ジャイルズの説得でエイミーは呪いを解き、事件は解決する。全てが丸く収まったとき、コーディリアはハーモニーたちに別れを告げる。

## 配役
※俳優名（役名/声優名）の順。

### メイン・キャスト
- サラ・ミシェル・ゲラー（バフィー・アン・サマーズ / 水谷優子）
- ニコラス・ブレンドン（ザンダー・ハリス / 鳥海勝美）
- アリソン・ハニガン（ウィロー・ローゼンバーグ / 大坂史子）
- カリスマ・カーペンター（コーディリア・チェイス / 手塚ちはる）
- アンソニー・スチュワート・ヘッド（ルパート・ジャイルズ / 金尾哲夫）
- デヴィッド・ボレアナズ（アンジェラス / 堀内賢雄）

### ゲスト出演
- クリスティン・サザーランド（ジョイス・サマーズ / 松岡洋子）
- セス・グリーン（ダニエル・"オズ"オズボーン / 佐々木望）
- ジュリエット・ランドー（ドゥルーシラ / 高橋理恵子）
- ジェームズ・マースターズ（スパイク / 堀川仁）
- エリザベス・アン・アレン（エイミー・マディソン / 石塚理恵）
- メルセデス・マクナブ（ハーモニー・ケンドール / 深水由美）
- ロビア・ラモルテ（ジェニー・カレンダー  / 山像かおり）
- ローナ・スコット（ベックマン先生）

### 助演
- ジェイソン・ホール（デヴォン・マクリッシュ）
オズのバンド仲間。
- ジェニー・チェスター（ケイト）
コーディティの一人。
- クリスティン・ウィニッキ（グウェン）
コーディティの一人。『インカ帝国のミイラ王女』にも登場した。
- タマラ・ブラウン（ザンダーに恋した少女）
- スコット・ハム（ジョック）
- フローラ・アレクセイアン[1]（生徒）

## 音楽
- アヴェレイジ・ホワイト・バンド - "Got The Love"
- クリストフ・ベック - "Buffy Rat"
- クリストフ・ベック - "Mob Rush"
- クリストフ・ベック - "Twice the Fool"
- フォー・スター・メアリー - "Pain"
- ネイキッド - "Drift Away"